# Oeneis elwesi
Oeneis elwesi là một loài bướm ngày thuộc họ Nymphalidae. It is found phía nam Altai và Sayan Mountains và Mông Cổ.
Con trưởng thành bay từ tháng 5 đến tháng 6.

## Phụ loài
- Oeneis elwesi elwesi (Altai, miền tây Tuva)
- Oeneis elwesi tannuola (tây nam Tuva (Tannuola Mountains), tây bắc Mongolia, miền bắc Mongolia)
- Oeneis elwesi ulugchemi (central Tuva (Yenisei R. basin))